# Beycesultan
Koordinaten: 38° 15′ 25″ N, 29° 42′ 12″ O

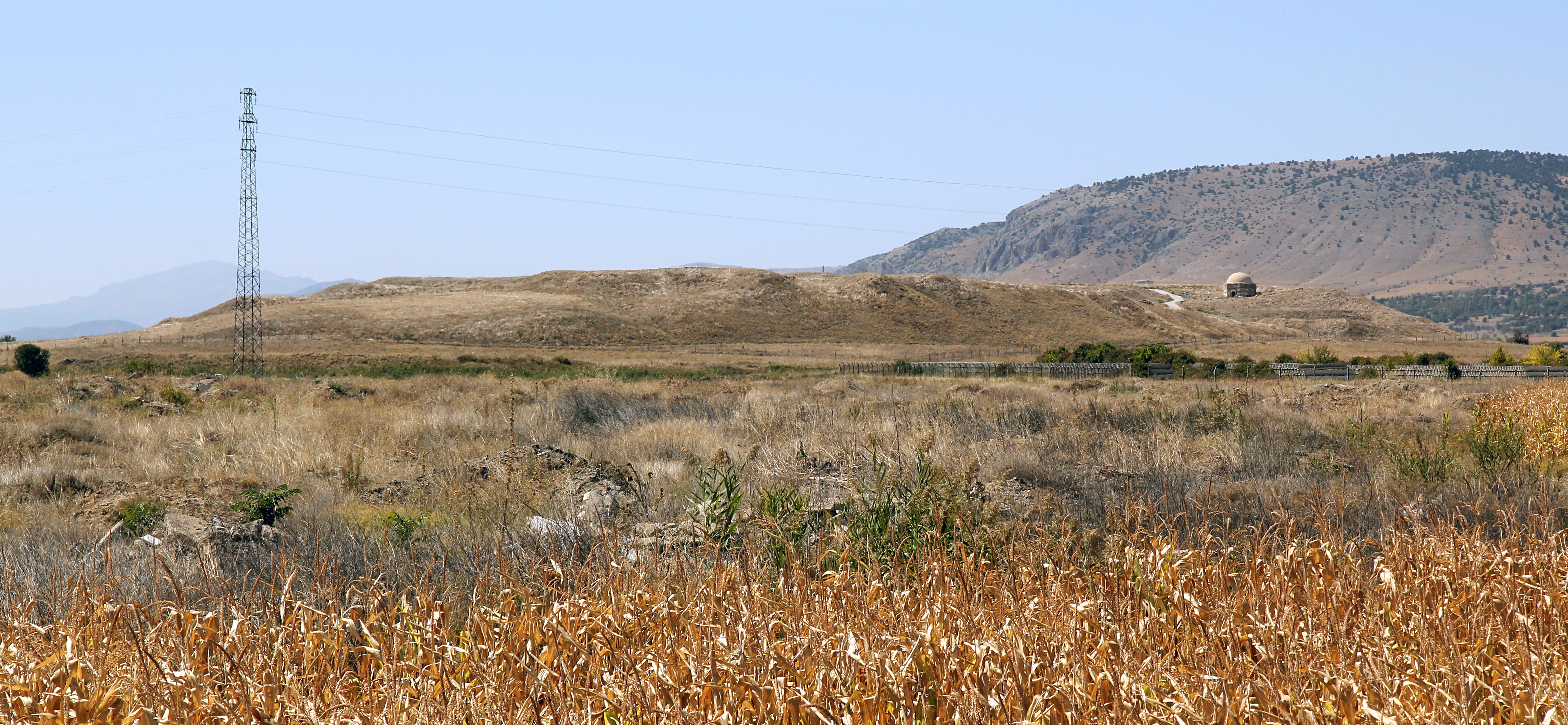
Siedlungshügel von Osten

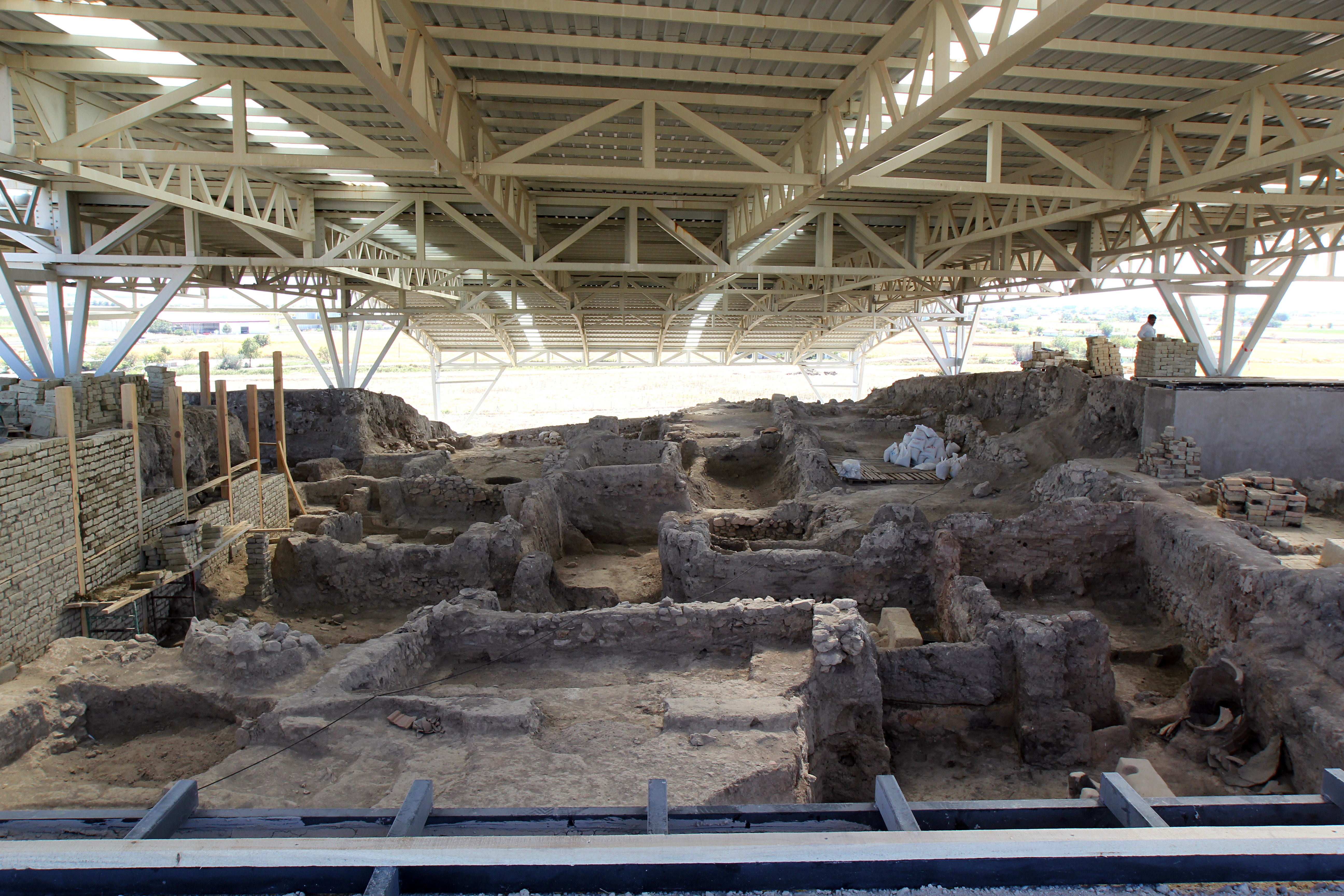
Bronzezeitliches Areal

Beycesultan ist ein archäologischer Fundort im westlichen Anatolien, ungefähr 5 km südwestlich der modernen Stadt Çivril in der türkischen Provinz Denizli. Beycesultan liegt an einer Schleife eines alten Nebenflusses des Großen Mäanders (heute: Büyük Menderes).

## Geschichte
Beycesultan war seit der späten Kupferzeit besiedelt. Im Laufe der frühen Bronzezeit im 3. Jahrtausend v. Chr. nahmen Größe und Bedeutung der Siedlung zu; sie besaß beachtliche religiöse und profane Gebäude. Ihre bis dahin größte Blüte erlebte die Siedlung im frühen 2. Jahrtausend v. Chr., als ein großer Palast und mit ihm verbundene Gebäudekomplexe entstanden. Um 1700 v. Chr. wurde der Palast aufgegeben und zerstört. Bis zu dieser Zeit war Beycesultan kulturell stark vom Westen beeinflusst, hauptsächlich vom ägäischen Raum und dem minoischen Kreta.
Nachdem es ein paar Jahrhunderte halb verlassen war, stieg Beycesultan wieder auf, dieses Mal vor allem unter Einfluss des hethitischen Teils Anatoliens. Die dabei entstandene Siedlung war kleiner als die frühere Stadt, aber immer noch relativ umfangreich. Die heutigen Ausgräber schließen aus hethitischen Schriftquellen, dass Beycesultan in der späten Bronzezeit (1600–1200 v. Chr.) die Hauptstadt des Landes Mira Kuwalaya war, das zu den Arzawa-Ländern gehörte. Diese zweite Blütephase Beycesultans endete um 1200 v. Chr., als die Stadt, wie ungefähr zur selben Zeit viele Siedlungen in Anatolien, völlig zerstört wurde.
Der Ort war auch in geringerem Ausmaß in byzantinischer, seldschukischer und osmanischer Zeit besiedelt. Es wurde die These erwogen, dass der byzantinische Ort und Bischofssitz „Ilouza“ (Ιλούζα) mit Beycesultan zu identifizieren ist und die spätbronzezeitliche Stadt dem aus hethitischen Quellen bekannten Wiluša entspricht.

## Archäologische Forschung

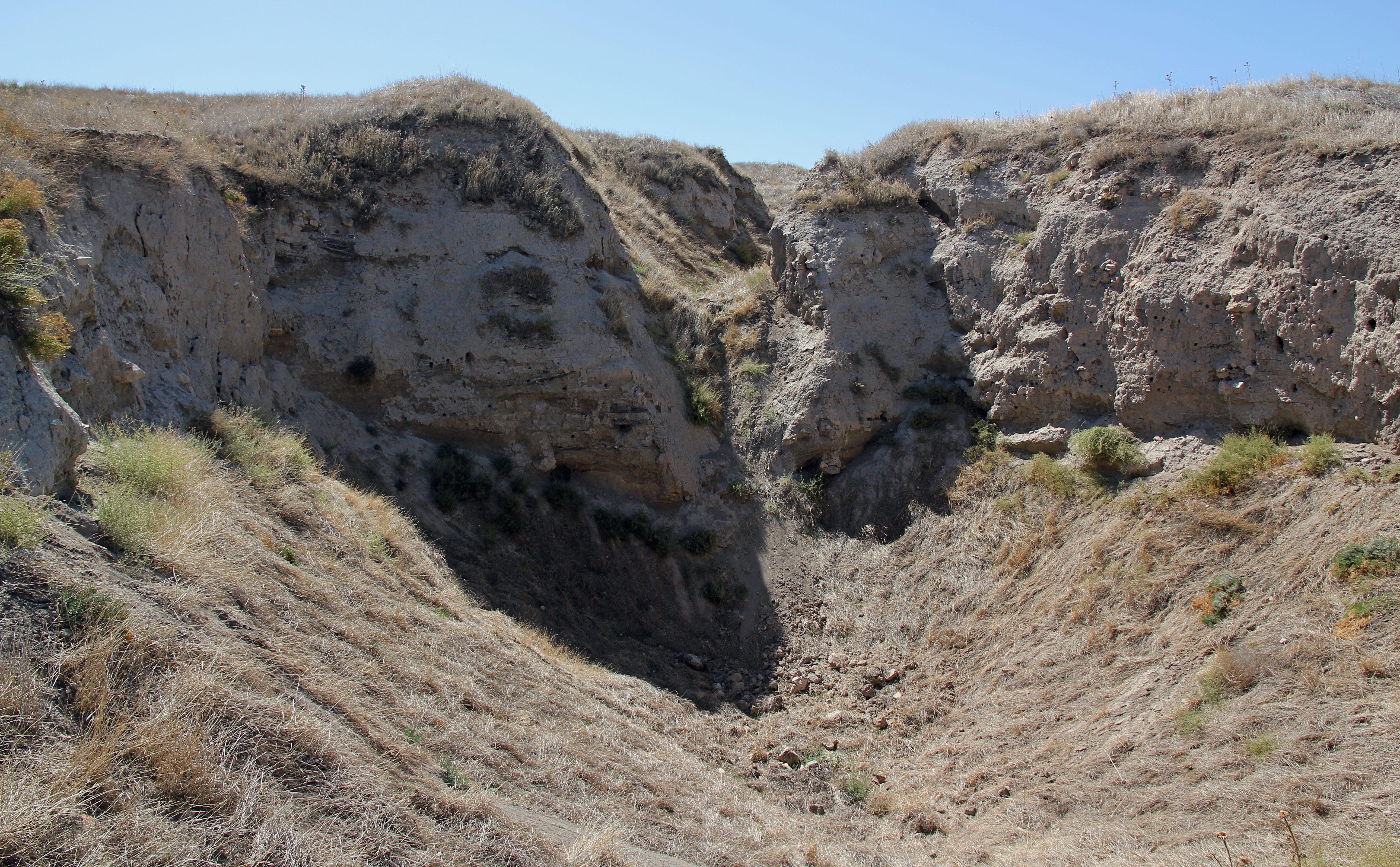
Schnitt SX, in dem Mellaart und Lloyd 40 Schichten identifizierten

Die Siedlung in Beycesultan erstreckte sich im Altertum über zwei Siedlungshügel (Tells), die durch eine alte Handelsstraße getrennt sind. Der Gesamtdurchmesser beträgt ungefähr einen Kilometer, der westliche Siedlungshügel erreicht eine maximale Höhe von 25 Metern.
In den frühen 1950ern entdeckte James Mellaart in der Nähe des Orts Keramik im sogenannten „Sektglas-Stil“ in spätbronzezeitlichen Fundzusammenhängen. Eine Oberflächenbegehung führte daraufhin zum Auffinden des Siedlungshügels von Beycesultan etwas flussaufwärts des Mäanders.
Seton Lloyd leitete zusammen mit James Mellaart in Beycesultan im Auftrag des British Institute of Archaeology in Ankara sechs Grabungskampagnen von 1954 bis 1959, die jeweils etwa zwei Monate liefen.
Ein erneuter Survey des Fundorts und seiner Umgebung wurde 2002 bis 2007 durch Eşref Abay von der Ege Üniversitesi durchgeführt; 2007 begannen unter seiner Leitung neue Ausgrabungen. Die archäologischen Forschungen in Zusammenarbeit der Adnan Menderes Üniversitesi dauern 2017 weiterhin an.
Während bisher kein epigraphisches Material gefunden wurde, kamen bei den Ausgrabungen einige Siegel ans Licht.
Bei den Ausgrabungen in den 1950er Jahren konnten 40 Siedlungsschichten von der Kupfer- bis zur späten Bronzezeit unterschieden werden. Davon sind 20 dem 5. und 4. Jahrtausend v. Chr. zuzuordnen, die übrigen 20 dem 4. Jahrtausend bis zur späten Bronzezeit, Ende des 2. Jahrtausends. Die frühen Ausgräber berichteten von einer Reihe kleiner Gebäude, die durch Brand zerstört wurden, mit deren Zusammenhang die sektglasförmigen Tongefäße gefunden wurden. Ferner gab es einen Palast, dessen Grundriss an das Pendant in Knossos erinnert und der bereits vor seiner Zerstörung um 1700 v. Chr. aufgegeben worden war. An einem Eingang des Palastes war eine Art Waschraum, in dem sich Besucher wuschen, bevor sie sich zum Hof begaben. Ungewöhnlich sind die Fußböden in den inneren Räumen, die knapp einen Meter über dem Erdboden errichtet wurden. Die Zwischenräume erscheinen wie Luftschächte eines Heizsystems, doch bisher gibt es nichts Vergleichbares, das nicht mindestens tausend Jahre jünger ist. Der gesamte Palastkomplex hatte eine Ausdehnung von 70 × 45 Metern und besaß 47 Räume, deren Mauern aus Lehmziegeln bestanden, die auf Steinsockeln errichtet waren.
Außerhalb des Palastes ist eine Reihe kleiner Geschäfte von besonderem Interesse. Eines stellte eine bronzezeitliche Weinschenke dar, mit in den Boden eingelassenen Bottichen für Weinvorräte und einem sehr reichen Bestand von Trinkgefäßen. Es wurden auch Astragaloi entdeckt, „Würfel“ für Glücksspiele, von denen eine Variante als ein Vorläufer des modernen Chuck a Luck gilt.
Die Ausgräber des 21. Jahrhunderts legten ein umfangreiches Areal auf dem westlichen Hügel frei. Unter seldschukischen und byzantinischen Schichten wurden dort Wohnhäuser und Straßen der mittleren und späten Bronzezeit ergraben. Sie wurden in zwei Phasen (5a und 5b) eingeteilt, die heute sichtbaren Gebäude gehören der Phase 5a (1600–1500) an. Die Wohnhäuser sind zweiräumig und L-förmig gebaut, zum Teil zweigeschossig. Im Zentrum wurde ein größeres, rechteckiges Gebäude mit mehreren Räumen ergraben, das einen Tempel darstellen könnte. In einem als Cella gedeuteten Raum steht ein Altar.

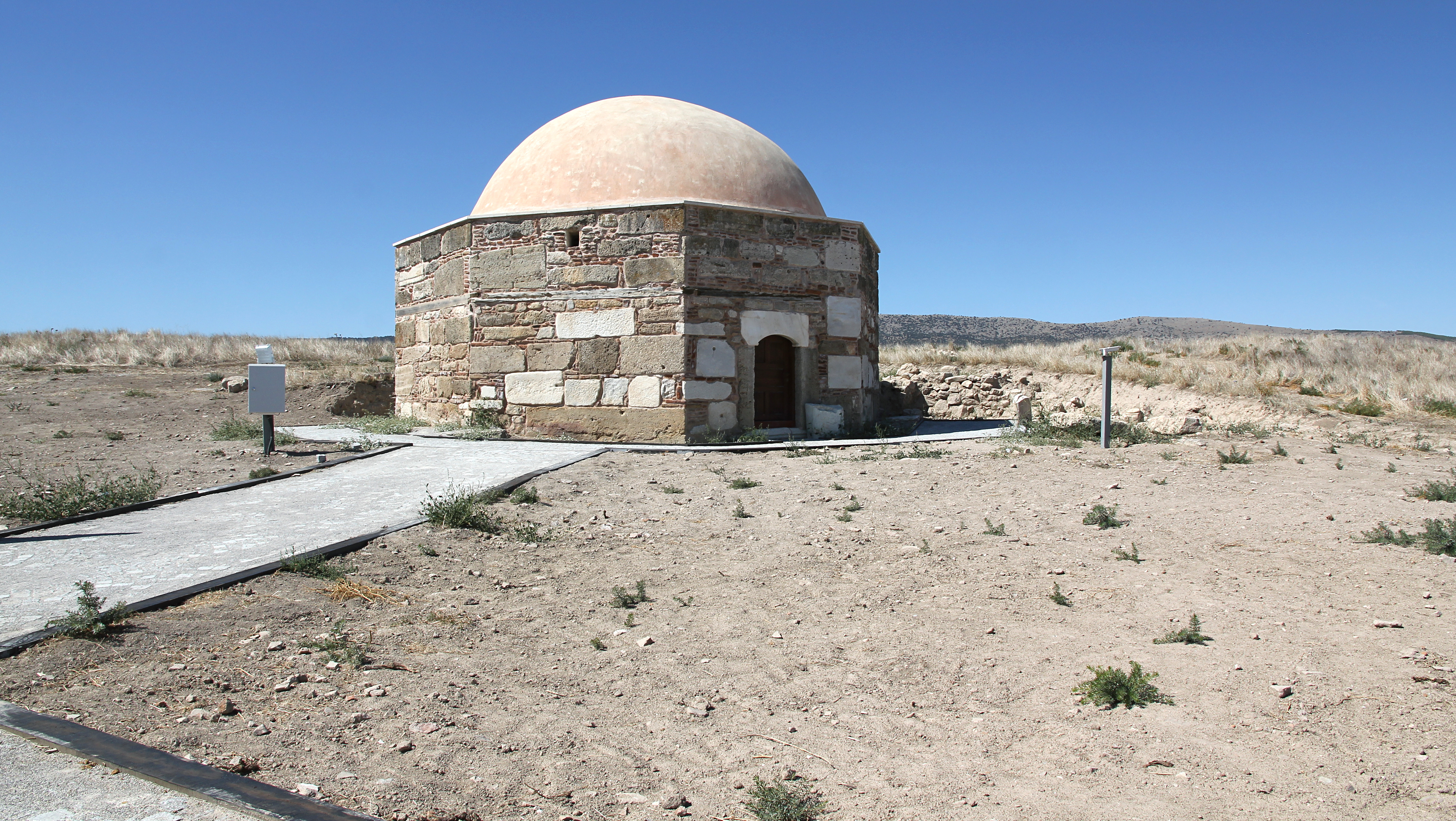
Türbe des Beyce Sultan

Auf dem östlichen Hügel steht die von den Ausgräbern restaurierte Türbe des turkmenischen Derwischs Beyce Sultan, die dem Ort den Namen gab. Das achteckige Gebäude stammt aus dem 14. Jahrhundert.